# Best Western
Best Western International behoort tot 's werelds grootste hotelketens met ruim  4195 hotels in 80 landen.
Het hoofdkwartier van het bedrijf is gevestigd in Phoenix. Best Western-hotels worden niet uitgebaat door het bedrijf, maar zijn zelfstandige ondernemingen. Deze bedrijven zijn samengevoegd in een non-profitorganisatie (vaak per land gegroepeerd) waarvan elk bedrijf lid moet worden om de naam en dergelijke te mogen voeren.

## Geschiedenis
Het bedrijf werd opgericht kort na de Tweede Wereldoorlog. Een klein netwerk van hoteluitbaters in Californië begon zich aan reizigers als referentie op te stellen voor de andere hotels in het netwerk. Dit kleine, informele netwerk groeide uit tot de in 1946 door M.K. Guertin opgerichte Best Western-keten.
In 1978 opende Best Western zijn eerste vestiging in Groot-Brittannië. Hiertoe werd het reeds bestaande bedrijf Interchange Hotels of Great Britain overgenomen. Deze onderneming bestond uit onafhankelijke hoteliers. In 2023 zijn er circa 280 Best Western-hotels in Groot-Brittannië.
In 1981 werd de keten in Australië actief, Homestead Motor Inns of Australië ging op in het bedrijf. In hetzelfde jaar werd de toevoeging International achter de bedrijfsnaam geplaatst. Begin 2007 nam Best Western Australië een coöperatie in Nieuw-Zeeland, die werd uitgebaat door Motel Federation of New Zealand, over. In totaal zijn er momenteel 205 vestigingen in Oceanië (waarvan 194 in Australië en 11 in Nieuw-Zeeland).
In Nederland sluiten deelnemende hoteliers zich aan bij een stichting van het bedrijf. Het aantal hotels in Nederland staat op 43. Ook in België is het concern actief.

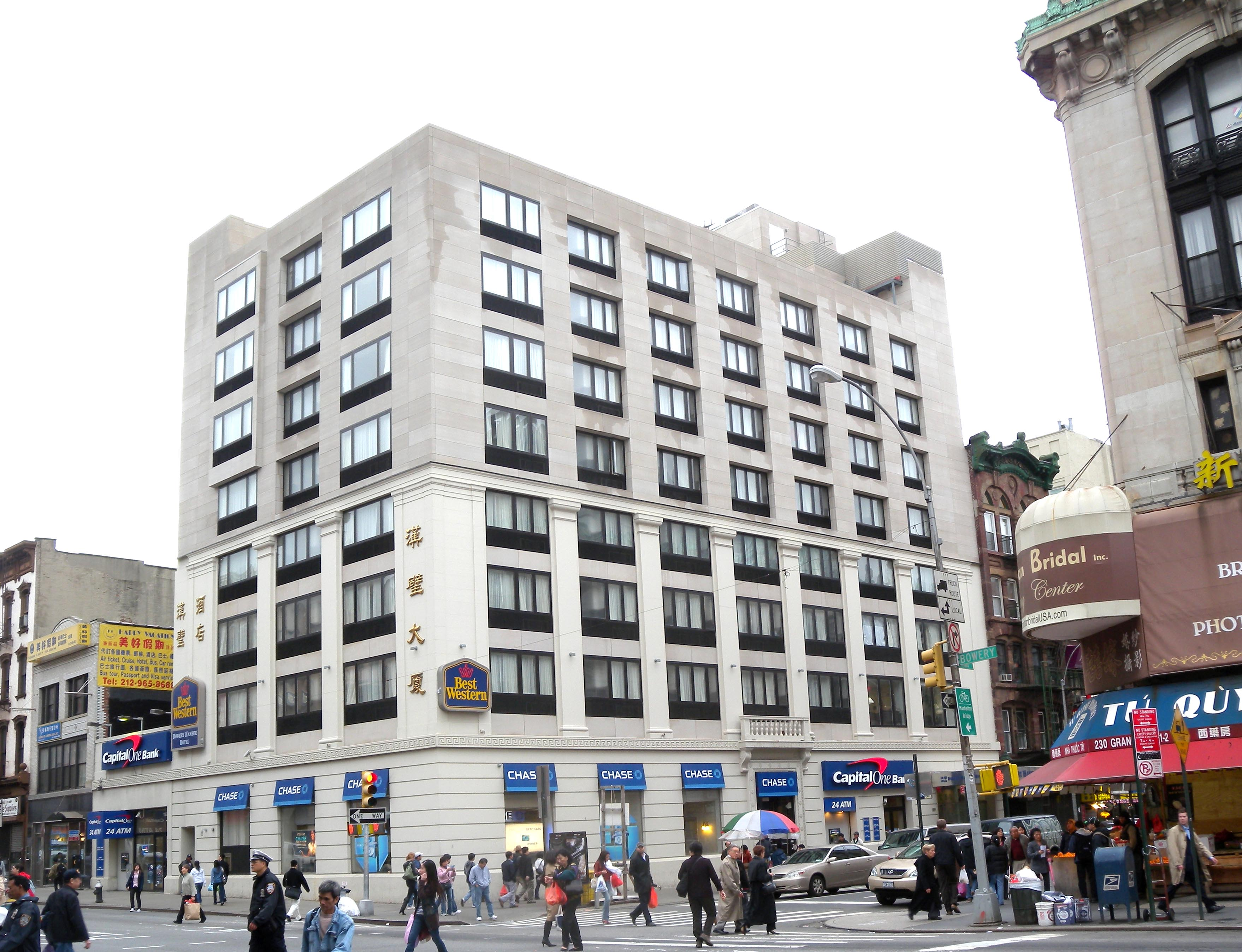
Best Western-vestiging aan The Bowery in Manhattan.
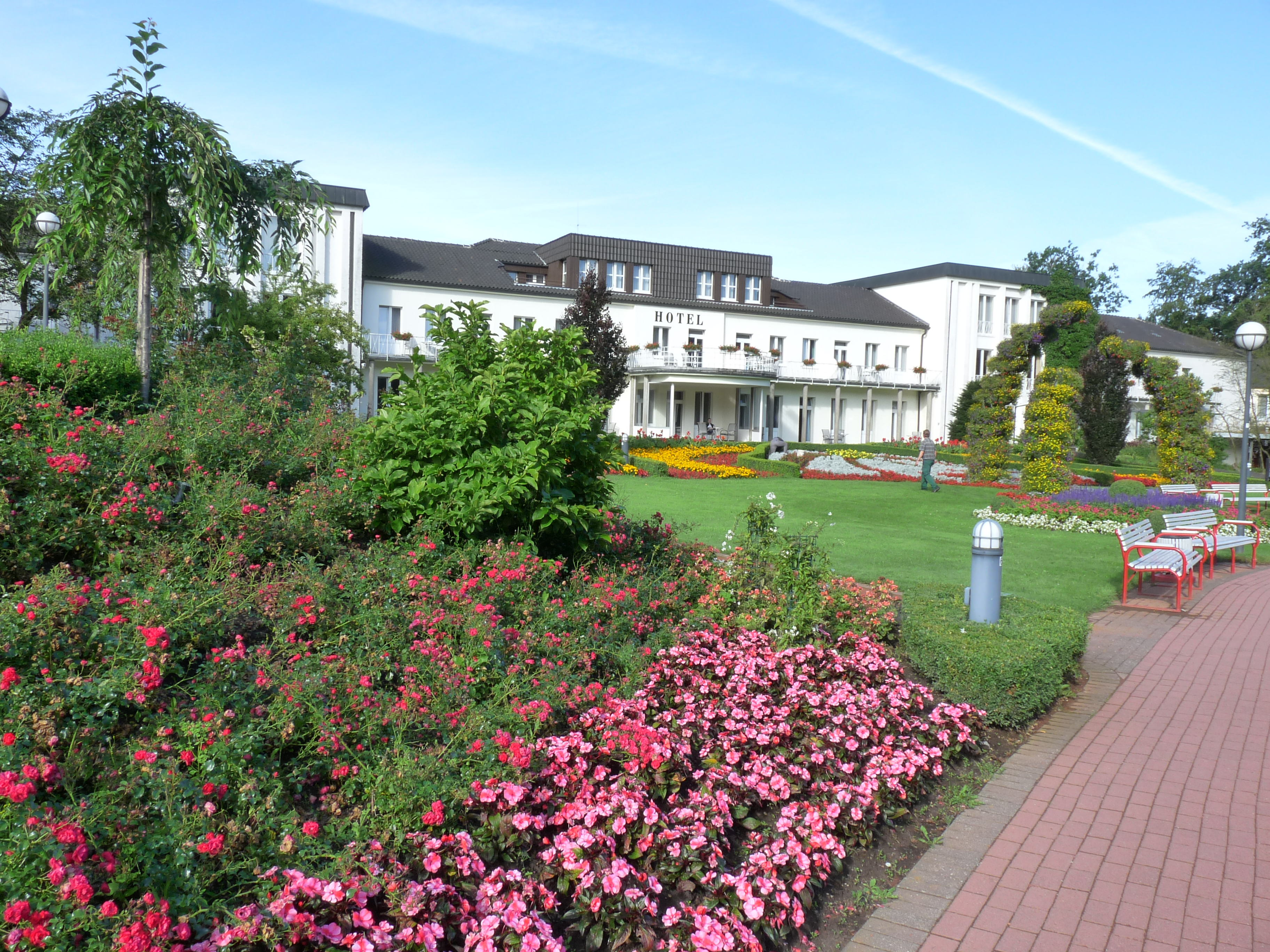
Vestiging in Bad Lippspringe.

## Naamgeving
De naam Best Western komt voort uit de locatie van de eerste hotels aan de westzijde van de Verenigde Staten. In 1964 deed Best Western veel moeite om de naam Best Eastern te mogen voeren voor zijn vestigingen aan de oostzijde van de Verenigde Staten. Deze naam liet men echter in 1967 al vallen, waarna alle vestigingen werden omgedoopt tot Best Western.